# جيمس دروموند
جيمس دروموند (1786-1863) (بالإنجليزية: James Drummond)‏ هو عالم نبات أسترالي.